# Kaaren Verne
Kaaren Verne, geboren als Ingeborg Greta Katerina Marie-Rose Klinckerfuss (6 april 1918 – 23 december 1967), was een Amerikaanse actrice van Duitse afkomst. In begintitels en op filmpromoties werd haar naam soms als Karen Verne gespeld.

## Acteercarrière
Kaaren Verne begon haar acteercarrière op het theater in Berlijn. Nadat ze in 1938 naar Groot-Brittannië was gevlucht, speelde ze in 1939 in haar eerste Engelstalige film Ten Days in Paris. Nadat de Britse filmproductie gedurende de Tweede Wereldoorlog stagneerde, emigreerde Verne naar de Verenigde Staten.
Aanvankelijk trachtte de studio's haar Duitse afkomst te verdoezelen door haar als Catherine Young te presenteren. Later werd haar echte naam gebruikt; een Duitse actrice die het nationaalsocialisme de rug toekeerde was immers goed voor de publiciteit. Verne bleef tot haar dood acteren.

## Privéleven
Van 30 augustus 1936 tot mei 1945 was Kaaren Verne getrouwd met de muzikant Arthur Young. Samen hadden zij een zoon, Alastair (1937–2015) genaamd. Van 25 mei 1945 tot 1950 was Verne getrouwd met de acteur Peter Lorre, waarmee ze samen verscheen in All Through the Night. In 1951 hertrouwde ze met de filmhistoricus James Powers.
Op 23 december 1967 pleegde ze op 49-jarige leeftijd zelfmoord. Ze werd begraven in de Calvary Cemetery in Saint Paul (Minnesota).

## Filmografie
- 1940: Ten Days in Paris
- 1940: Sky Murder
- 1941: The Wild Man of Borneo
- 1941: Underground
- 1942: All Through the Night
- 1942: Kings Row
- 1942: The Great Impersonation
- 1942: Sherlock Holmes and the Secret Weapon
- 1944: The Seventh Cross
- 1952: The Bad and the Beautiful
- 1953: The Story of Three Loves
- 1953: The Juggler
- 1954: Fireside Theater (televisieserie, 2 afleveringen)
- 1955: A Bullet for Joey
- 1956: Outside the Law
- 1956: Crusader (televisieserie, aflevering 1x40)
- 1956: The Gale Storm Show (televisieserie, aflevering 1x07)
- 1957: Silk Stockings
- 1957: The Californians (televisieserie, aflevering 1x09)
- 1958: General Electric Theater (televisieserie, aflevering 7x03)
- 1959: Bronco (televisieserie, aflevering 2x07)
- 1960: Michael Shayne (televisieserie, aflevering 1x07)
- 1961: The Twilight Zone (televisieserie, aflevering 3x09)
- 1961: The Untouchables (televisieserie, aflevering 3x06)
- 1965: Kraft Suspense Theatre (televisieserie, aflevering 2x25)
- 1965: Ship of Fools
- 1966: Madame X
- 1966: Tom Curtain
- 1966: Twelve OÇlock High (televisieserie, aflevering 3x14)

- Gemeinsame Normdatei: 1061530485
- International Standard Name Identifier: 0000 0000 4220 6163
- Library of Congress Control Number: no2002068053
- Système universitaire de documentation: 231935560
- Virtual International Authority File: 73524904
- WorldCat: E39PBJxmKgXRCYqQQrHpqdmyBP